# Mathilde Mallinger
Mathilde Mallinger (Zagreb llavors Imperi austríac 17 de febrer de 1847 - Berlín, 19 d'abril de 1920) fou una soprano lírica austríaca.
Estudià al Conservatori de Praga i més tard a Viena sota la direcció de Richard Lewy. El mateix any 1866 debutà a Múnic amb l'òpera Norma de Bellini, i per l'èxit assolit signà un avantatjós contracte; el 1868 desenvolupà el rol d'Eva en Els mestres cantaires de Nuremberg. El 1869 fou cridada al teatre de l'òpera de la cort, al que hi va pertànyer fins al 1882. El 1869 va contraure matrimoni amb el baró de Schimmelpfennig del Oye. El 1890 fou nomenada professora de cant del Conservatori de Praga, on entre d'altres alumnes va tenir la txeca Ella Tordek, càrrec que el 1895 canvià per un de semblant en un institut musical de Berlín.